# Hyperfrontia direae
Hyperfrontia direae är en fjärilsart som beskrevs av Emilio Berio 1962. Hyperfrontia direae ingår i släktet Hyperfrontia och familjen nattflyn. Inga underarter finns listade i Catalogue of Life.